# Selinum orientale
Selinum orientale är en flockblommig växtart som beskrevs av George Bentham och Joseph Dalton Hooker. Selinum orientale ingår i släktet krusfrön, och familjen flockblommiga växter. Inga underarter finns listade i Catalogue of Life.